# Luis César Amadori
Luis César Amadori, nato Luigi Cesare (Pescara, 28 maggio 1902 – Buenos Aires, 5 giugno 1977), è stato un regista cinematografico e sceneggiatore italiano naturalizzato argentino.

## Biografia
Ha diretto film come Apasionadamente (1944), l'acclamato Albéniz (1947) e Almafuerte (1949). Si è sposato con Zully Moreno, attrice che aveva diretto in diversi film.

## Filmografia parziale
- Puerto nuevo (1936)
- Gianni Allegria (El pobre Perez) (1937)
- Il romanzo di un maestro (Maestro Levita) (1938)
- Madreselva (1938)
- Hay que educar a Niní (1940)
- La canción de los barrios (1941)
- Orquesta de señoritas (1941)
- La mentirosa (1942)
- Son cartas de amor (1943)
- Carmen (1943)
- Madame Sans-Gêne (1945)
- Santa Cándida (1945)
- Dos ángeles y un pecador (1945)
- Una mujer sin cabeza (1947)
- Albéniz (1947)
- L'ultimo dei Montecristo (Dios se lo pague) (1948)
- Almafuerte (1949)
- María Montecristo (1951)
- La de los ojos color del tiempo (1952)
- Passione nuda (La pasión desnuda) (1953)
- ¿Dónde vas, Alfonso XII? (1959)
- Un trono per Cristina (Un trono para Cristy) (1960)
- L'ultimo tango (Mi último tango) (1960)
- Il mio amore è scritto sul vento (Pecado de amor) (1961)
- Le bellissime gambe di mia moglie (La casta Susana) (1963)
- Acompáñame (1966)
- Buenos días, condesita (1967)
- Amor en el aire (1967)
- Cristina Guzmán (1968)